# Fallskärmsjägare (Sverige)
Fallskärmsjägarna är ett jägarförband inom svenska armén. Fallskärmsjägarna utbildas vid Livregementets husarer (K 3) i Karlsborg och ingår i 32. Underrättelsebataljonen som 323. Fallskärmsjägarskvadron.

## Historik

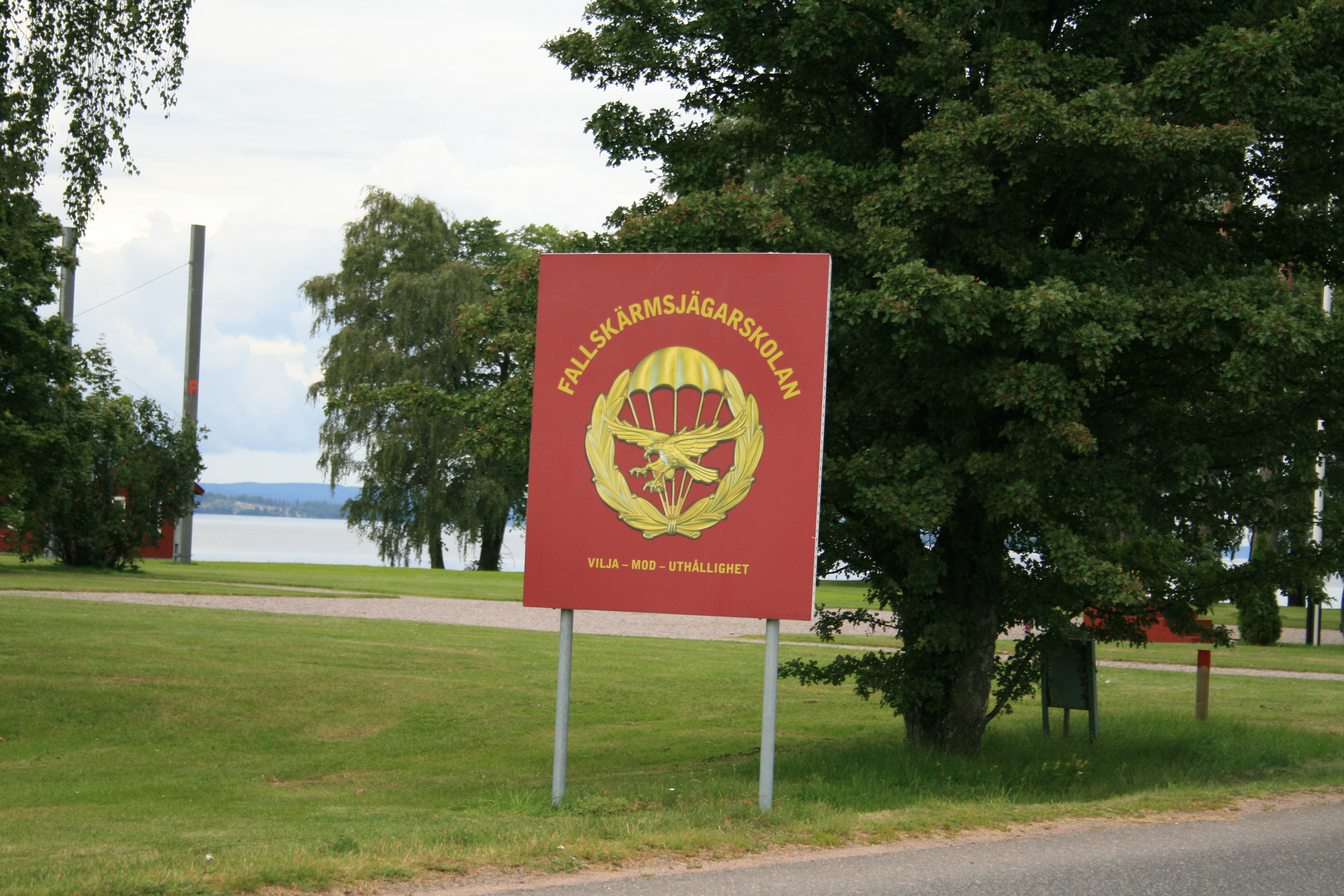
Arméns fallskärmsjägarskola.

Fallskärmsjägarskolan (FJS) skapade år 1952 av dåvarande artillerikaptenen Nils-Ivar Carlborg. Ambitionen var att skapa ett fallskärmsutbildat jägarförband för störstrid på ett mycket stort djup i fiendens gruppering. De förebilder som fanns när man skapade de svenska fallskärmsjägarna var bland annat de finska fjärrpatrullerna som sattes upp under finska vinterkriget och fallskärmsutbildade commandoförband som upprättades under andra världskriget t.ex. brittiska "Paras".
När fallskärmsjägarförbanden byggdes upp utnyttjades erfarenheterna av jägartjänsten från Arméns jägarskola (JS) i Kiruna och för själva fallskärmstjänsten var utbildningen uppbyggd utifrån det brittiska utbildningssystemet med vissa amerikanska modifikationer. Huvudinriktningen för de första svenska fallskärmsjägarna var störstrid på ett stort djup i fiendens gruppering (5–20 mil bakom fiendens linjer). Störstriden skulle framförallt utföras som överfall eller sabotage och den viktigaste stridsenheten var plutonen. Plutonen bestod av en chef, en ställföreträdande chef, en underofficer, en specialgrupp (tre prickskyttar, tre signalister och tre sjukvårdare), fem fallskärmsjägargrupper om åtta soldater vardera, där soldaterna var fältarbetare (min- och sprängexperter). Vid större operationer kunde två eller fler fallskärmsjägarplutoner samverka med varandra och ledas av ett fallskärmsjägardetachment. Fallskärmsjägarna skulle också kunna användas för underrättelseinhämtning och utbildningstiden var totalt 13 månader. Förbandet var en ÖB-resurs och endast i undantagsfall skulle fallskärmsjägarna underställas kår- eller fördelningschef.
I slutet av 1960-talet ändrades fallskärmsjägarnas stridsuppgifter, vilket medförde att underrättelseinhämtningen blev huvuduppgiften och störstriden fick en begränsad förmåga. Detta berodde på att försvarsmakten hade fått ett ökat behov av underrättelseinhämtning på operativ nivå (mellan 10 och 25 mil bakom fiendens linjer). Fallskärmsjägarna utvecklades då till ett komplement till flyg- och signalspaning. Förbandet ändrade då också sitt uppträdande där gruppen blev den viktigaste stridsenheten. Under 1970-talet förkortades utbildningstiden i två omgångar, först från 13 månader till 11 månader och sedan från 11 månader till 10 månader.
Under 1980-talet inriktades fallskärmsjägarna mot underrättelseinhämtning på djupet av en angripares gruppering. Totalt krigsorganiserades två fallskärmsjägarbataljoner som skulle användas som ett nätverk av observationsplatser för att fastställa en angripares styrketillväxt och kraftsamlingsriktning mot Sverige. Fallskärmsjägarbataljonen bestod av en fallskärmsjägarbataljonsstab, en fallskärmsjägartrosspluton samt två fallskärmsjägarkompanier. I varje fallskärmsjägarkompani (131 man) fanns det tre fallskärmsjägarplutoner (39 man) och en fallskärmsjägarstabstropp (14 man) med bland annat en prickskyttegrupp (4 man), en sambandsgrupp (4 man), en tolk, en sjukvårdare, en läkare samt tre officerare. Fallskärmsjägarplutonen bestod av en plutonsstab (7 man) och fyra fallskärmsjägargrupper (8 man). Fallskärmsjägargruppen fick följande sammansättning: en chef, en ställföreträdande chef, en signalist, en sjukvårdare, en prickskytt/skarpskytt och tre fältarbetare. 
Åren 1993/1994 utökades utbildningstiden från 10 månader till 15 månaders värnpliktsutbildning. Dessutom omorganiserades fallskärmsjägarbataljonerna från 8-mannagrupper till 5-mannapatruller (chef, signalist, prickskytt/skarpskytt, fältarbetare och sjukvårdare). Femmannapatrullen utökades efterhand till en 6-mannapatrull (chef, ställföreträdande chef, signalist, prickskytt/skarpskytt, fältarbetare och sjukvårdare). Den förlängda utbildningstiden skulle öka förmågan i störstrid, utbilda på nya vingfallskärmen och öka förmågan att uppträda i marin miljö. Avsikten med att fallskärmsjägarna skulle uppträda i marin miljö var att överta en del av jägaruppgifterna från kustjägarkompaniet, som istället skulle inrikta sig emot anfallsuppgifter inom amfibiesystemet. I mitten av 90-talet påbörjades utveckling mot att del av fallskärmsjägarorganisationen skulle organiseras som stående resurs för nationella och internationella insatser. År 1996 påbörjades försök genom att organisera patruller för insats med FJS-befäl. Det som skilde en fallskärmsjägarbefälspatrull från en värnpliktig fallskärmsjägarpatrull från krigsorganisationen är tillgänglighet och beredskap. Fallskärmsjägarbefälspatrullerna utvecklades sedan till underrättelseplutoner för internationella insatser.
År 2000 påbörjade FJS utvecklingen mot två krigsförband, ett värnpliktsförband som krigsorganiserades i en fallskärmsjägarbataljon samt ett insatsförband med anställda soldater som bestod av 1. Fallskärmsjägarkompaniet (1. Fskjkompaniet) som efterhand ingick i Försvarsmaktens specialförband (FM SF) tillsammans med Särskilda skyddsgruppen (SSG). Fallskärmsjägarbataljonen avvecklades under 2006, vilket innebar att de värnpliktiga fallskärmsjägarna inte fick någon krigsplacering. År 2008 fick de värnpliktiga fallskärmsjägarna återigen en krigsplacering i underrättelsebataljonen.

## Organisation
Idag ingår fallskärmsjägarna i 323. Fallskärmsjägarskvadron som är en del av underrättelsebataljonen. Fallskärmsjägarna är i och med värnpliktssystemets upphörande ett insatsförband bestående av kontinuerligt anställd personal (GSS/K). Fallskärmsjägarna löser sina uppgifter huvudsakligen i självständiga patruller, men har också förmågan att verka i större enheter. Fallskärmsjägarskvadron består totalt av 81 man - bestående av två fallskärmsjägarplutoner och en stabspluton. Fallskärmsjägarplutonerna består av tre fallskärmsjägarpatruller (8 man). Fallskärmsjägarskvadronens stabspluton består av en chefsgrupp (5 man), ett Tactical Air Control Party (3 man), en prickskyttegrupp (6 man) och lednings- och underhållsgrupp (7 st fallskärmsförstärkningssoldater).
I fallskärmsjägarpatrullen finns olika specialisttjänster:
- Chef
- Signalist
- Understöd
- Sjukvårdare

## Uppgifter
Idag är fallskärmsjägarförbandets främsta uppgift underrättelseinhämtning, men också störstrid mycket långt bakom fiendens linjer – för att nå insatsområdet inom rimlig tid har andra transportmedel än flygplan och fallskärm en begränsad användbarhet.
Patrullen rör sig självständigt inom stora områden, långt från egna förband och har som huvuduppgift att samla in underrättelser genom fast och rörlig truppspaning. Verksamheten skall kunna bedrivas upp till tre veckor i områden som behärskas av motståndaren. Störstriden löser patrullen främst genom eldöverfall och överfall samt genom att invisa långräckviddiga vapensystem såsom flyg eller artillerield som kallas för Tactical Air Control Party. En fallskärmsjägarpluton underställs ofta en högre operativ chef och underrättelseuppgifterna bildar ett underlag för vidare beslut s.k. fjärrspaning, men fallskärmsjägarna kan också få en specifik stridsuppgift t.ex. att slå ut en stab.
Fallskärmsjägarna skall också ha förmågan att upprätta tillfälliga luftlandsättningsplatser (Temporary Landing Zone) för att ta ned andra förband eller förnödenheter via luften. Genom kompaniluftlandsättningar kan fallskärmsjägarna ta och säkra mindre flygfält. Fallskärmsjägarpatrullen har förmågan att innästla med fallskärm, till fots, med skidor, med fordon, i eller på vatten. De fordon som fallskärmsjägarna utbildas på är fyrhjulingar (ATV), snöskotrar och även mindre båtar.

## Utbildning

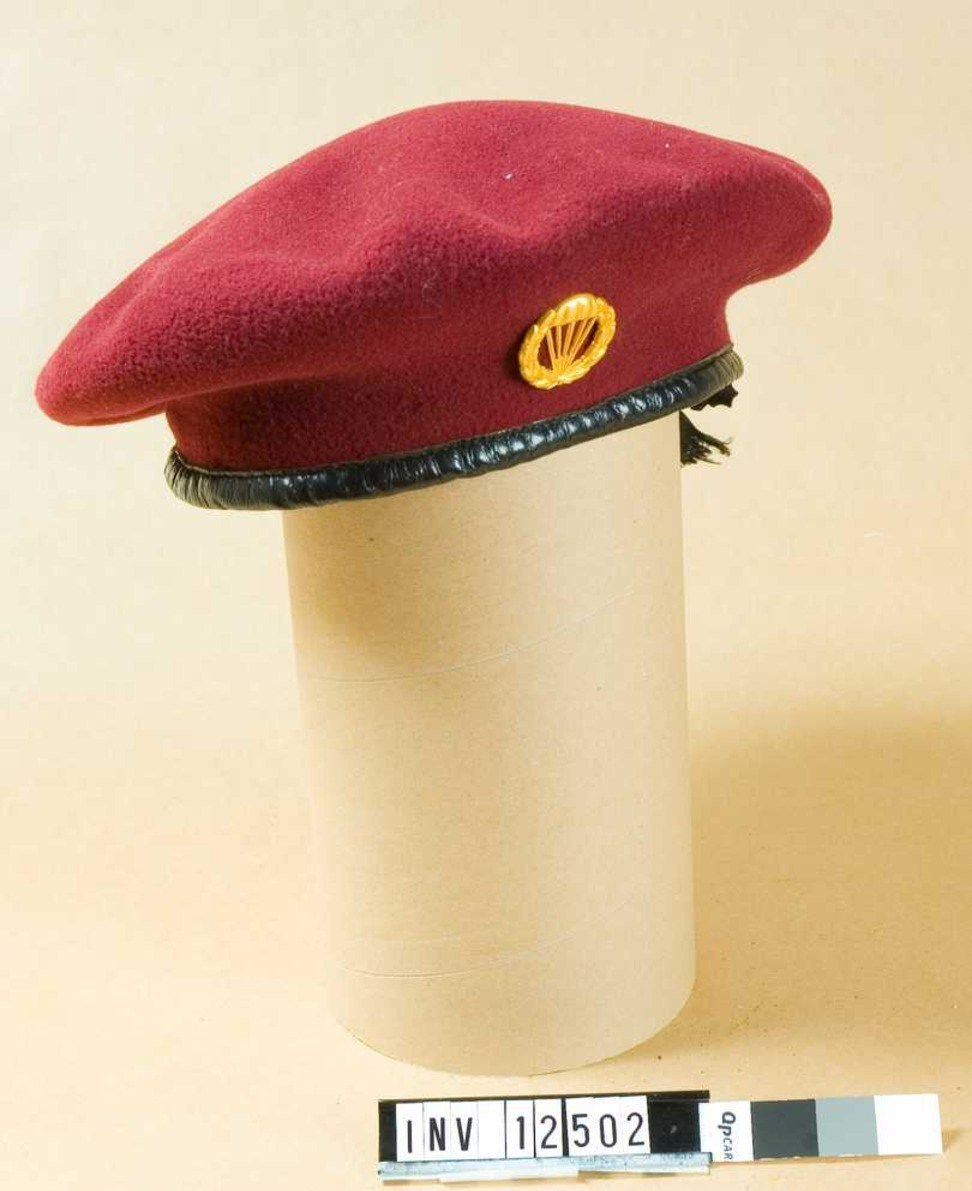
Baskermössa m/1952 för fallskärmsjägare.

Tjänsten som fallskärmsjägare är öppen för alla som genomfört grundutbildning/ värnplikt eller har varit anställd i minst 12 månader som GSS/K. Den första delen av utbildningen är 10 veckor (Grundkurs i fallskärmsjägartjänst) och är grunden för fortsatt tjänst som fallskärmsjägare. Kursen är en förutsättning för att tjänstgöra som soldat eller officer vid fallskärmsjägarpluton. Strävan är att genomföra utbildningen varje år. Efter genomförd grundkurs vid förbandet fortsätter utbildningen i ytterligare 9 månader, vilket innebär att den totala utbildningstiden vid fallskärmsjägarna är cirka 12 månader. 
Fysiska krav för fallskärmsjägarna mäts dels genom ett standardiserat fystest (FM Baskrav) som är gemensamt för hela Försvarsmakten. Det finns olika nivåer på fystestet och fallskärmsjägarna har den högsta nivån (nivå D) tillsammans med övriga jägarförband och Särskilda operationsgruppen.
Förutom att uppfylla baskraven har fallskärmsjägarna årliga strapatsprov kopplade till de olika transportsätten:
- Vinterprov: 50 km ospårat med tung utrustning, tidskravet är 12 timmar.
- Ytsimprov: 5 km med utrustning (torrdräkt samtidigt som man drar sin ryggsäck efter sig i öppet vatten), tidskravet är 7 timmar.
- Örnmarschen: 60 kilometer marsch som avslutas med en 10 km lång linjeorientering som skall avverkas på 24 timmar samt att ett antal prov läggs in under marschen.
- 20-kilometaren: 20 km med stridsutrustning som skall avklaras på 140 minuter. Provet genomförs efter sju dagars övningsverksamhet.
- 10-kilometaren: 10 km i kuperad terräng i vanliga träningskläder och löparskor med tidskravet 48 minuter, vilket motsvarar 45 minuter på slät mark.

Vid fallskärmsjägarskvadron utbildas även fallskärmsförstärkningssoldater, vilka är skvadronens personal för att upprätta och bemanna skvadronens ledningsplats. Fallskärmsförstärkningsoldaterna understödjer även vid underhålls- och den tekniska tjänsten vid skvadronen genom att distribuera underhåll samt förbereda olika laster för luftlandsättning med fallskärm eller helikopter. Personalen är liksom fallskärmsjägarna vid skvadronen utbildade i att luftlandsättas med fallskärm.